# Давидсон, Борис Михайлович
Бори́с Миха́йлович Давидсо́н (22 марта 1919, Сновск — 13 февраля 1989, Киев) — советский, украинский архитектор, доктор архитектуры, профессор, заведующий кафедрой жилых и общественных зданий Свердловского архитектурного института, член Союза архитекторов СССР, один из основателей уральской архитектурной школы. Член координационного совета MB и ССО СССР в области научных исследований по жилищному строительству и член секции Правления Союза архитекторов СССР по архитектурному образованию.

## Биография
Родился 22 марта 1919 года в городе Сновск Черниговской губернии. Отец — Михаил Маркович Давидсон (1888—1960) — бухгалтер, продавец в магазине, мать — Раиса Григорьевна Эфросман (1892—1964) — врач-стоматолог. Борис был старшим сыном в семье из четырёх братьев: Арон, Яков и Авраам.
В 1936 году поступил на архитектурный факультет Киевского инженерно-строительного института, учился у знаменитого Иосифа Юльевича Каракиса, однако окончить институт не успел.
25 июня 1941 года был призван в армию на службу в системе Главного управления аэродромного строительства НКВД СССР. С 1944 года и до окончания войны был начальником строительства аэродромов в Ульяновске, Киеве, Чернигове и Польше.
Сразу по окончании войны в 1945 г. был откомандирован из армии для окончания учёбы в институте. На этот раз окончанию с отличием ничего не помешало, более того, Давидсон был оставлен в аспирантуре у И. Каракиса.
С 1951 г. преподавал в Уральском политехническом институте (УПИ), на кафедре архитектуры.
В 1952 г. защитил кандидатскую диссертацию (тема «Архитектура областного Дома народного Творчества УССР»).
С 1956 г. член Союза архитекторов СССР. Изучал период конструктивизма в архитектуре Свердловска
В 1967 г. основал кафедру архитектуры УПИ в Уральском филиале Московского архитектурного института, продолжал там преподавать в течение 10 лет.
В 1986 г. защитил докторскую диссертацию (тема «Архитектура жилища и местный климат (на примере Уральского региона)»).
В апреле 1987 г. утверждён в звании профессора по кафедре «Архитектура жилых и общественных зданий», где и проработал заведующим до последних дней своей жизни.
Ученики: Василий Иванович Жердев, Матвеев Михаил Гаврилович.
Похоронен на Широкореченском кладбище Екатеринбурга (секция А в 5 ряду от западной дороги, 11 ряд от южной аллеи).
Часть работ архитектора хранится в Музее архитектуры и дизайна (на Урале).
Имел пять правительственных наград.

## Семья
- Братья:

- Арон Михайлович Давидсон (1921, Сновск — 2012, Владикавказ) — доктор технических наук, профессор. Заслуженный деятель науки и техники РФ, заслуженный деятель науки и техники РСО-А. Заведующий кафедрой «Теории и автоматизации металлургических процессов и печей» СКГМИ (1968—1991). У Арона Михайловича дочь и три внучки.
- Яков Михайлович Давидсон (1923—1975) — военнослужащий, подполковник.
- Абрам Михайлович Давидсон (1926—1973) — инженер.

## Проекты
Создал более 50 архитектурных проектов:
- Проект реконструкции главной площади в г. Щорс;
- Проект трибуны и памятник В. И. Ленину в г. Щорс[1];
- Спортивный павильон Уральского политехнического института (крытый спортивный манеж и спортивный павильон);
- Областной Дом народного творчества в г. Сталино (1950);
- Архитектура зелёного паркового строительства и малые архитектурные формы завода железобетонных изделий в г. Свердловске;
- Памятник архитектору К. Т. Бабыкину[1];
- Памятник Е. В. Ворониной[1];
- Памятник Д. Н. Мамину-Сибиряку в посёлке Висим[1];
- Дом Советов Кировского района в г. Екатеринбурге[1];
- Ориентированный шумозащитный жилой дом в г. Екатеринбурге[1];
- Проект реконструкции оперного театра в Екатеринбурге[1]
- Проект планировки и застройки набережной реки Исеть в Екатеринбурге[1].

## Участие в конкурсах и премии
- Реконструкция Свердловского театра оперы и балета (в соавторстве с Н. С. Алферовым, К. А. Узких, В. А. Пискуновым) 1954. 2-я премия Свердловской организации Союза архитекторов;
- Планировка и застройка набережных реки Исеть в г. Свердловске (в составе авторского коллектива с Н. С. Алферовым, Н. С. Власенко, П. В. Орданским) 1955. 1-я премия Свердловской организации Союза архитекторов.

## Публикации
Автором около 200 научных трудов:
- Автор книги «Методические указания по выполнению архитектурного проекта общественного здания» (1960 г.);
- Давидсон Б. М. Архитектура и современность. — Свердловск: Сред.-Урал. кн. изд-во, 1963. — 80 с.
- Автор монографии «Архитектура и современность»;
- Давидсон, Б. М. Архитектура жилища и местный климат: учеб. пособие / Подгот. Свердл. архитектур. ин-т. — М.: Московский архитектурный ин-т, 1986. — 106 с[9].
- Давидсон, Б. М. Архитектура ориентированного жилого дома: учеб. пособие / Б. М. Давидсон, Г. В. Мазаев. — М.: Изд-во Московского архитектурного ин-та, 1977. — 98 с.: ил. — Библиогр.: с. 87-89[9].
- Автор книги «Ориентированный жилой комплекс»;
- Автор множества публикаций в профессиональных изданиях;
- Вопросы архитектуры и строительства: тезисы докладов IV научно-теорет. конф., 28-29 марта 1972 г. // Уральский филиал МАрхИ. Свердловская организация Союза архитекторов СССР. — Свердловск: Б. и., 1972. — 63 с. // Размещение серий типовых проектов жилых домов на территории Среднего Урала / Б. М. Давидсон, Б. Н. Орлов[9].
- Вопросы архитектуры и строительства: тезисы докладов IV научно-теорет. конф., 28-29 марта 1972 г. / Уральский филиал МАрхИ. Свердловская организация Союза архитекторов СССР. — Свердловск: Б. и., 1972. — 63 с. // Особенности демографического состава населения некоторых городов Среднего Урала / Б. М. Давидсон, Ю. О. Утгоф[9].
- Вопросы архитектуры и строительства: тезисы докладов III научно-теорет. конф. / Уральский филиал МАрхИ. Свердловская организация Союза архитекторов СССР. — Свердловск: [б. и.], 1971. — 50 с. // Ресурсы инсоляции Урала и их использование в народном хозяйстве / Б. М. Давидсон, С. А. Дектерев[9].
- Вопросы архитектуры и строительства: тезисы докладов III научно-теорет. конф. / Уральский филиал МАрхИ. Свердловская организация Союза архитекторов СССР. — Свердловск: [б. и.], 1971. — 50 с. // Оптимальные параметры жилых секций ориентированных домов / Б. М. Давидсон, А. В. Меренков, В. И. Иовлев[9].
- Вопросы архитектуры и градостроительства [Текст]: тезисы докладов второй научно-техн. конф. / Уральский филиал МАрхИ. Свердлов. отд-ие Союза архитекторов. — Свердловск: Б. и., 1970. — 44 с. //. Взаимозависимость инсоляции квартир и территории при различной ориентации жилых домов / Б. М. Давидсон[9].
- Вопросы архитектуры и градостроительства [Текст]: тезисы докладов второй научно-техн. конф. / Уральский филиал МАрхИ. Свердлов. отд-ие Союза архитекторов. — Свердловск: Б. и., 1970. — 44 с. // Экспериментальные проекты жилых домов для посёлка Белоярской атомной электрической станции / Б. М. Давидсон [и др.][9].
- Давидсон, Б. М. Формирование жилых образований / Б. М. Давид-сон // Стр-во и архитектура Москвы. — 1978. — № 6. — С. 18-19.
- Давидсон, Б. М. Градостроительная оценка климатических ресурсов Среднего Урала (классификация круга горизонта) // Сб. работ Свердловской НО. — Свердловск, 1970. — вып. II. — с.74-80.

Рецензирование:

Раннев, Валентин Романович. Интерьер: [Учеб. пособие для вузов] / В. Р. Раннев; Рец. Б. М. Давидсон, Рец. В. Д. Красильников. — М: Высшая школа, 1987. — 232 с.: ил. — (Специальность «Архитектура»). — Библиогр.: с. 230. — Предм. указ.: с. 231. — 27000 экз.

## Оценки творчества
Дектерёв С. А. (Заведующий кафедрой АЖОС УралГАХА, заслуженный архитектор России, профессор), следующим образом отзывался о Борисе Михайловиче, через 10 лет после его смерти: 

Борис Михайлович много размышлял об архитектурной профессии, о её философских, общетеоретических и прикладных аспектах. В своих интересных и содержательных выступлениях перед аудиторией и в печати он с большим мастерством умел донести свои мысли, утверждая все новое и передовое в архитектурном образовании и проектной практике.

Являясь широко образованным представителем архитектурной профессии, знатоком инженерии, философии и истории культуры, он оказал серьёзное влияние на профессиональное мировоззрение целых поколений выпускников Уральской архитектурной школы. Его остроумные, умело привязанные к предмету обсуждений афоризмы вошли в память и в лексикон его учеников и коллег по работе.
Жердев В. И. (архитектор, кандидат архитектуры, профессор, «Заслуженный архитектор Российской Федерации».) в предисловии к совей книги писал:

Свою книгу посвящаю моим педагогам, всем, — от первой учительницы, Наумовой Людмилы Михайловны, до знатнейших докторов архитектуры, Алфёрова Николая Семёновича и Давидсона Бориса Михайловича. Все они отдали мне частичку своей души и щедро одарили самым значимым богатством — знаниями.